# 黑龙江大学

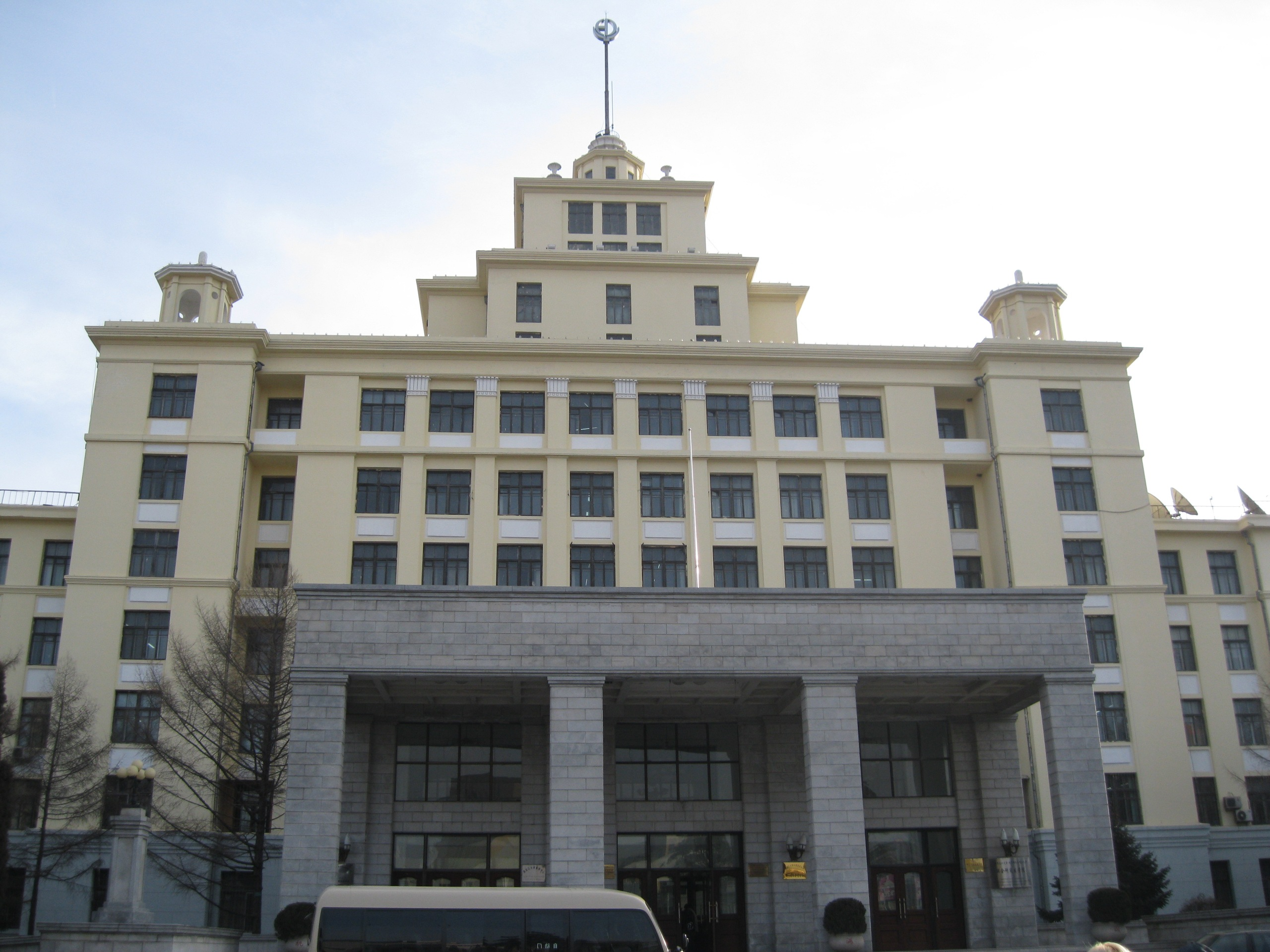

黑龙江大学是位于中华人民共和国黑龍江省哈尔滨市的一所公立大学，是“省部共建”高校之一，其前身是成立于1941的延安中国人民抗日军政大学第三分校俄文分队。建校之初，就以内务整洁，整齐划一为办学理念。

## 沿革及现状
黑龙江大学前身是1941年成立的中国人民抗日军政大学第三分校俄文队，1949年時的校名是哈爾濱外國語專門學校。建校以来曾經經過五次易地、十次更名。
1956年6月1日，经国务院批准，哈尔滨外国语专科学校改名为哈尔滨外国语学院，归高等教育部领导，王季愚为副院长，代理院长；赵洵为副院长。王季愚兼任党委书记，高士英任副书记，先后任副书记的还有赵向、左毅、张天恩等。
自1958年扩建更名為黑大以後，黑大已经由一所外语类專門学校发展成为一所省属、省部共建的重点综合性大学。
黑龙江省满语研究所、中国农科院甜菜研究所和黑龙江水利专科学校分别于1999年、2003年和2004年并入黑龙江大学。
位于哈尔滨市南岗区学府路的主校区占地面积180.60万平方米，建筑面积106.80万平方米，现有全日制在校生数32897名，留学生（学历教育）467名，博士研究生219名，硕士研究生4243名，普通本科生27796名，成人本专科生1966名。
呼兰校区位于黑龙江省哈尔滨市呼兰区，该校区驻扎黑龙江大学作物研究院和生物科技产业园，承担部分科研任务，不承担教学任务。

## 院系设置
黑龙江大学教学科研机构如下：
| 哲学学院                         | 政府管理学院                         | 经济与工商管理学院           |
| 法学院                           | 教育科学研究院                       | 文学院                       |
| 新闻传播学院                     | 艺术学院                             | 历史文化旅游学院             |
| 信息管理学院                     | 马克思主义学院                       | 俄语学院                     |
| 西语学院                         | 东语学院                             | 中俄学院                     |
| 数学科学学院                     | 物理科学与技术学院                   | 化学化工与材料学院           |
| 生命科学学院                     | 机电工程学院                         | 电子工程学院                 |
| 计算机科学技术学院（软件学院）   | 数据科学与技术学院                   | 建筑工程学院                 |
| 水利电力学院                     | 现代农业与生态环境学院（甜菜研究所） | 应用外语学院                 |
| 体育教学研究部                   | 国际文化教育学院                     | 创业教育学院                 |
| 研究生院                         | 继续教育学院                         | 俄罗斯语言文学与文化研究中心 |
| 满学研究院（黑龙江省满语研究所） |                                      |                              |

## 教学
黑龙江大学现有有教职员工3200余名，其中专任教师2000余名，研究生导师685人，具有高级职称的教师900余人。其中，获得“国家级教学名师奖”6人，位居全国高校第19位，列地方高校第一位；另有“省级教学名师奖 ”12人；“全国优秀教师”、”全国模范教师”等各类国家级、省部级荣誉称号获得者200余人次；学校拥有长江学者特聘教授1人， 国家杰出青年科学基金获得者1人，“新世纪百千万人才工程”国家级人选5人，教育部”新世纪优秀人才支持计划“入选者18人，“全国杰出专业技术人才”1人，国家级“有突出贡献的中青年专家”7人，“留学回国人员成就奖”获得者1人，“龙江学者特聘教授”13人，“普京奖”获得者1人，“普希金奖章”获得者6人，“享受国务院政府特殊津贴人员”74人。
黑龙江大学在2001年和2008年的教育部普通高等学校本科教学工作水平评估中，均获得优秀结论。
2012年3月，教育部将黑龙江大学正式纳入高校自主招生序列。截至目前，全国共有90所院校获批开展自主招生，黑龙江大学是其中唯一一所非211院校。但黑龙江大学仅有中俄学院的六个专业实行自主招生，且目前仅在黑龙江省内自主招生。
在第四轮学科评估中，黑龙江大学的外国语言文学被评为A级，在全国属于领先地位。另外有一个B+和4个B学科。

## 学生生活
黑龙江大学本部分为五部分：A区（格致园）、B区（子衿园）、C区（丽泽园）、D区（禹治园）。该校有体育场（足球）三个（但一般只使用子衿园足球场），体育馆一个（该馆曾承办如2003年亚洲男子篮球锦标赛和2004年崔健演唱会），游泳馆两个，图书馆两个（均在A区（格致园），新图书馆又称第二图书馆）。学校本部共有三个食堂，分别位于校园的格致园、子衿园、丽泽园。其中格致园食堂规模最大，一共分为4层。校园附近有多所饭店、大型超市以及服装城、食品批发市场。
黑龙江大学目前的宿舍网络有联通和电信的光纤接入，付费方式有月卡、包月和包年。不要求一人一号，可以比较方便的使用路由器。同时，在教学楼和寝室走廊部有中国移动的无线热点，学生可以使用自己的账户免费上网，但由于ap分布在走廊，信号可能不稳定。